# アルビドーナ
アルビドーナ（イタリア語: Albidona）は、イタリア共和国カラブリア州コゼンツァ県にある、人口約1,300人の基礎自治体（コムーネ）。

## 地理

### 位置・広がり

#### 隣接コムーネ
隣接するコムーネは以下の通り。
- アレッサンドリア・デル・カッレット
- アメンドラーラ
- カストロレージョ
- オリオーロ
- プラータチ
- トレビザッチェ